# Something from Nothing
Something from Nothing is een nummer van de Amerikaanse rockband Foo Fighters uit 2014. Het is de eerste single van hun achtste studioalbum Sonic Highways.
"Something from Nothing" werd beïnvloed door de muziekscene en geschiedenis van Chicago. Het nummer werd geen hit in Amerika, maar in enkele andere landen werd het wel een bescheiden succesje. Het wist de Nederlandse Top 40 niet te halen, maar bereikte wel een 57e positie in de Nederlandse Single Top 100. Wel wist het nummer de Vlaamse Ultratop 50 te behalen, daar werd een 42e positie gehaald.